# The Time Is Now
The Time Is Now é o segundo álbum de estúdio do cantor de eurodance e hip hop B.G. the Prince of Rap, lançado em 16 de Maio de 1994 pelo selo Dance Pool, da Sony Music.

## Desempenho nas paradas musicais
| Parada musical (1994)           | Melhor posição |
| ------------------------------- | -------------- |
| Alemanha (Media Control Charts) | 42             |